# 福岡県道62号北九州小竹線
福岡県道62号北九州小竹線（ふくおかけんどう62ごう きたきゅうしゅうこたけせん）は、福岡県北九州市八幡東区から鞍手郡小竹町に至る県道（主要地方道）である。

## 概要
北九州市八幡東区中央1丁目から鞍手郡小竹町大字勝野に至る。道路は北九州市八幡東区中央町交差点を起点に、旧電車通りを通る。その後同区大蔵交差点で片側1車線道路となる。同区の観光名所である河内貯水池を抜ける山越えのロードとなるが、道幅が狭くカーブも多いため、交通の難所である。また河内貯水池付近では福岡県道297号鱒渕八幡東自転車道線がほぼ平行して整備されている。
北九州市八幡東区田代で福岡県道61号小倉中間線との交点がある。ここから先、福智山山系を縦断するルートは田川郡福智町上野までの区間が未整備である。田川郡福智町上野からは2車線の山道が整備されており、終点は鞍手郡小竹町となる。
また、田川郡福智町赤池地区と上野地区を結ぶ「上野橋」があるが、この橋は同路線には含まれておらず、ひとつ南下した「赤池橋」が同路線として含まれている。従って、赤池橋 - 上野橋間は福岡県道22号田川直方線との重複区間となる。
最近では田川郡福智町に構えるコンクリート製品工場や、生コンクリート工場などの移転、さらには赤池工業団地の発展に伴い、多くの大型貨物自動車や大型ダンプカーの往来が目立つようになった。
北九州市八幡東区大蔵地区では福岡県道296号大蔵到津線とともに、都市計画道路3号線として整備が進んでいる。

### 路線データ
- 起点：福岡県北九州市八幡東区中央1丁目（中央町交差点、福岡県道50号八幡戸畑線交点）
- 終点：福岡県鞍手郡小竹町勝野（小竹上町交差点、国道200号交点）

## 歴史
- 1993年（平成5年）5月11日 - 旧建設省から、県道北九州小竹線が北九州小竹線として主要地方道に指定される[2]。

## 路線状況

### 通称
- 旧電車通り

### 重複区間
- 福岡県道22号田川直方線（田川郡福智町赤池・赤池橋交差点 - 田川郡福智町赤池・赤池交差点）

### 道路施設

#### 橋梁
起点から
- 河大橋（北九州市八幡東区大字大蔵）
- 北河内橋（北九州市八幡東区大字大蔵）
- 中河内橋（北九州市八幡東区河内2丁目）
- 水無橋（奥田川、北九州市八幡東区河内3丁目）
- 登吾橋（北九州市八幡東区田代町）
- 田代橋（北九州市八幡東区田代町）
- 福智橋（福智川、田川郡福智町弁城 - 赤池）
- 赤池橋（彦山川、田川郡福智町弁城 - 赤池）
- 勢田橋（鹿毛馬川、飯塚市勢田）
- 宮の前橋（庄内川、飯塚市勢田）
- 口ノ原橋（遠賀川、飯塚市口原）

## 地理

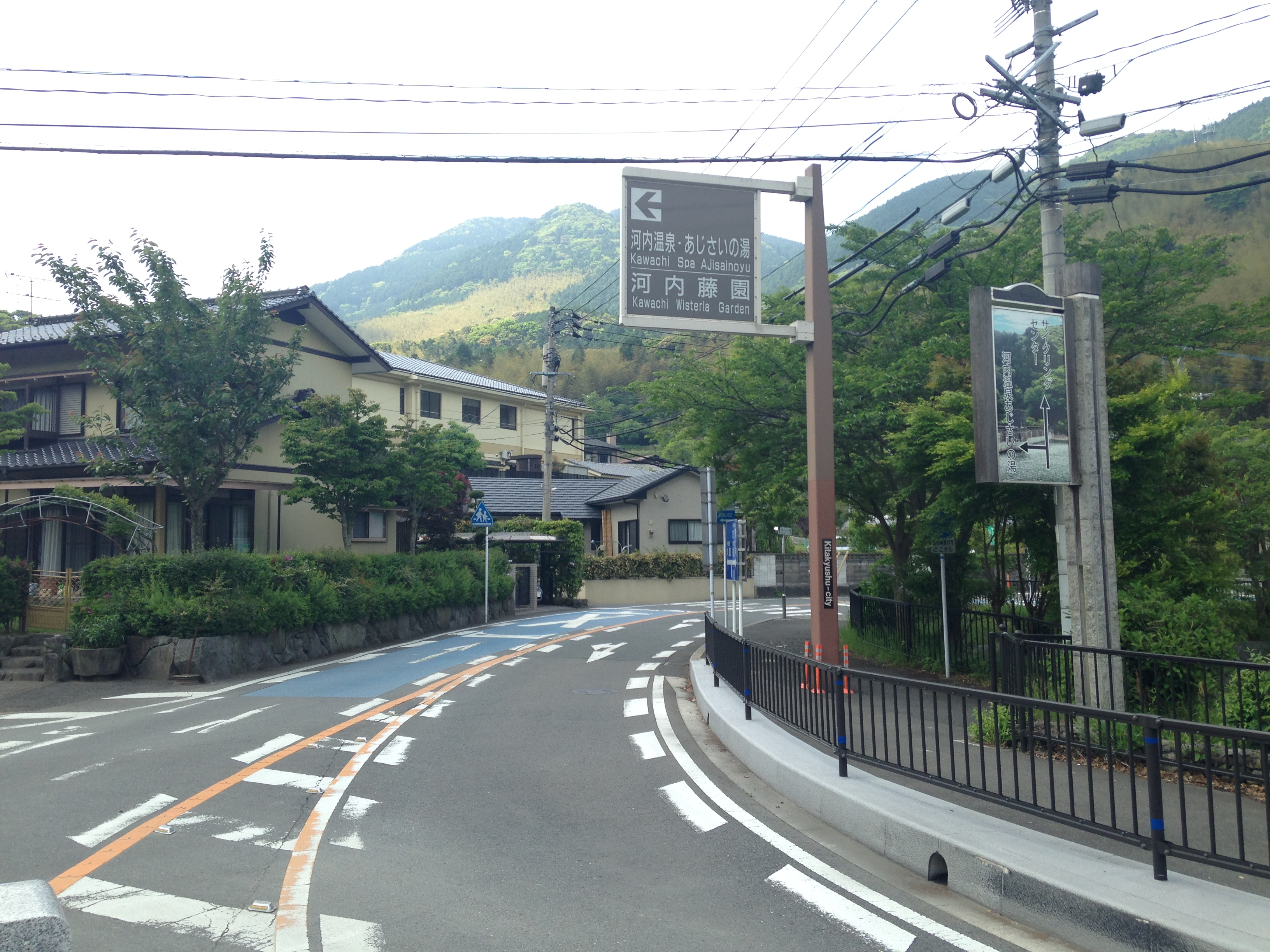
北九州市八幡東区・中河内橋付近の福岡県道62号。奥の山は皿倉山

### 通過する自治体
- 北九州市（八幡東区）
- 田川郡福智町
- 飯塚市
- 鞍手郡小竹町

### 交差する道路
| 交差する道路                                   | 市町村名 | 市町村名 | 交差する場所 | 交差する場所          |
| ---------------------------------------------- | -------- | -------- | ------------ | --------------------- |
| 福岡県道50号八幡戸畑線                         | 北九州市 | 八幡東区 | 中央1丁目    | 中央町交差点 / 起点   |
| 福岡県道296号大蔵到津線                        | 北九州市 | 八幡東区 | 大蔵2丁目    | 大蔵2丁目交差点       |
| 福岡県道297号鱒渕八幡東自転車道線              | 北九州市 | 八幡東区 | 河内1丁目    |                       |
| 福岡県道61号小倉中間線                         | 北九州市 | 八幡東区 | 田代町       |                       |
| 未供用区間                                     |          |          |              |                       |
| 福岡県道419号夏吉直方線                        | 田川郡   | 福智町   | 上野         | 原田町交差点          |
| 福岡県道22号田川直方線 / 田川直方バイパス      | 田川郡   | 福智町   | 上野         | 宮馬場交差点          |
| 福岡県道456号金田夏吉伊田線                    | 田川郡   | 福智町   | 弁城         |                       |
| 福岡県道22号田川直方線 / 市街地側 重複区間起点 | 田川郡   | 福智町   | 赤池         | 赤池橋交差点          |
| 福岡県道22号田川直方線 / 市街地側 重複区間終点 | 田川郡   | 福智町   | 赤池         | 赤池交差点            |
| 福岡県道95号添田赤池線                         | 田川郡   | 福智町   | 赤池         |                       |
| 国道200号 / バイパス                           | 飯塚市   | 飯塚市   | 口原         |                       |
| 福岡県道449号口ノ原川島線                      | 飯塚市   | 飯塚市   | 口原         |                       |
| 国道200号 国道211号 重複                       | 鞍手郡   | 小竹町   | 大字勝野     | 小竹上町交差点 / 終点 |

### 交差する鉄道
- 山陽新幹線
- 平成筑豊鉄道伊田線

### 沿線
- 八幡東区役所（北九州市八幡東区中央1丁目）
- 北九州市立大蔵小学校（北九州市八幡東区勝山1丁目）
- 日本ウェルネススポーツ専門学校北九州校（北九州市八幡東区勝山2丁目）
- 河内桜公園（北九州市八幡東区大字大蔵）
- 河内貯水池（同）
- 河内貯水池サイクリングセンター（同）
- 北九州市立河内小学校（北九州市八幡東区河内1丁目）
- 鷹取山（直方市・田川郡福智町）
- （この間　未供用区間）
- 上野焼窯元（田川郡福智町上野）
- 上野峡（同）
- 田川農業協同組合赤池支所 (同)
- エンリッチ福智斎場（田川郡福智町弁城）
- 日本郵政赤池郵便局（同）
- 赤池工業団地（同）
- 福岡嘉穂農業協同組合頴田支所(飯塚市勢田)
- 飯塚市立頴田病院（飯塚市口原）